# Spider-Man : Un jour de plus
Spider-Man : Un jour de plus (Spider-Man: One More Day) est un crossover de bande dessinée de la maison d'édition Marvel Comics. Écrit par J. Michael Straczynski et Joe Quesada, avec des illustrations de Quesada, l'histoire est publiée en 2007 simultanément dans les différents comics des trois séries principales Spider-Man.
Cet arc narratif met fin aux conséquences des actes de Spider-Man lors de l'arc narratif Civil War (2007). Un jour de plus commence dans The Amazing Spider-Man #544, continue dans Friendly Neighborhood Spider-Man #24 et The Sensational Spider-Man (vol. 2) #41, et se termine dans The Amazing Spider-Man #545. 
Après que sa tante May ait été abattue, Spider-Man (Peter Parker) cherche de l'aide pour lui sauver la vie. Il rencontre le démon Méphisto qui lui propose de la sauver, en échange du mariage de Parker avec Mary Jane Watson. Finissant par accepter, cette partie de leur histoire commune est effacée de manière rétroactive, de sorte que les deux personnages n'ont jamais été mariés. Mephisto efface également de la mémoire collective l'identité secrète de Spider-Man (Peter Parker), révélée lors de Civil War.
Le scénario de cette histoire ouvre la voie à une restructuration des séries Spider-Man, entraînant l'annulation de Friendly Neighborhood Spider-Man et de The Sensational Spider-Man, et avec The Amazing Spider-Man réorganisé en une série publiée trois fois par mois. 
Largement considérée comme la pire histoire de Spider-Man de tous les temps, la décision de mettre brusquement fin au mariage de Peter Parker et de Mary Jane suscita l'indignation des fans et des critiques, entraînant une forte baisse des ventes par rapport au lectorat. Les événements d’Un jour de plus ont lourdement pesé sur la conclusion de la série, bien que l'œuvre ait reçu des éloges.

## Historique de la publication

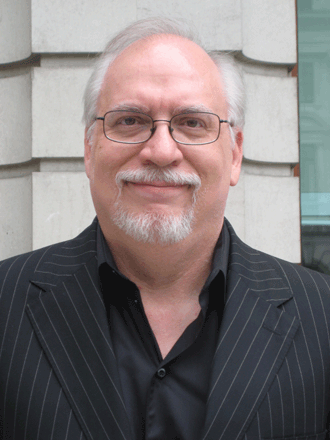
J. Michael Straczynski

Le rédacteur en chef de Marvel Comics, Joe Quesada, avait estimé qu'il était nécessaire de dissoudre le mariage de Peter Parker et de Mary Jane Watson et de ramener Spider-Man à ses racines pour préserver la longévité du personnage pendant les 20 ou 30 prochaines années.
Quesada déclara que lui-même et d’autres rédacteurs en chef précédents cherchaient depuis longtemps l’opportunité de créer une nouvelle méthodologie permettant de raconter des histoires de Spider-Man, mais qu’ils n’avaient pas trouvé le moyen raisonnable de le faire. Quesada déclara : « Il est très facile de "désépouser" un personnage ou de corriger un problème de ce genre : vous effectuez un énorme retcon universel et vous dites que quelques événements de l'histoire ne se sont pas produits. Mais ce n’est vraiment pas ce que nous faisons ici chez Marvel ».
Quesada trouva une occasion de remédier à cette situation lors de la mini-série Civil War (2007), qui permit de révéler l'identité secrète de Spider-Man au public. Il savait que J. Michael Straczynski avait l'intention de mettre fin à sa carrière d'écrivain chez Marvel. Il a donc proposé à Straczynski Un jour de plus comme son projet final.

## Résumé
Les événements d’Un jour de plus commencent dans The Amazing Spider-Man #544 quand la tante de Peter Parker, tante May est en train de mourir lentement à cause d'une blessure par balle reçue lors des événements de Civil War et Spider-Man: Back in Black. Peter est obligé de demander une aide financière à Tony Stark, puis cherche conseil auprès du Docteur Strange. Ce dernier l'informe qu'il ne peut rien faire pour sauver sa tante. Cependant, il lui suggère plusieurs autres personnes, notamment le Docteur Fatalis, le Maître de l'évolution, Mr Fantastique et le Docteur Octopus. Peter tente de remonter le temps en utilisant un sortilège de Strange sans son approbation, mais se blesse. Strange le guérit de ses blessures puis le laisse aller, l'encourageant à aller veiller sa tante sur son lit de mort. 
Sur le chemin de l'hôpital où se trouve sa tante, Peter Parker est confronté à une petite fille qui dit détenir la solution à son problème. Il lui parle mais celle-ci s'enfuit. Tout en la poursuivant, Peter rencontre un groupe d'hommes ; une femme en rouge l'informe que ce sont des versions alternatives de lui-même, issues de chronologies alternatives où il n'est jamais devenu Spider-Man.
Finalement, la femme en rouge se transforme et apparaît comme le démon Méphisto, celui-ci affirmant à Peter qu'il peut sauver sa tante. En guise de paiement, le démon ne réclame pas son âme, mais son mariage avec Mary Jane Watson. Peter et Mary Jane ont jusqu'à minuit la nuit suivante pour décider de leur réponse. Après plusieurs heures d'angoisse à propos de leur choix, ils acceptent le contrat, mais seulement si la connaissance de l'identité secrète de Peter est également effacée du monde. Mary Jane chuchote également à Mephisto une autre offre non spécifiée, en échange de quoi Mephisto remettrait la vie de Peter exactement comme elle était auparavant et en « lui donnant une chance de bonheur ».
Finement, Méphisto révèle au couple que son déguisement de petite fille était en fait l’apparence de leur future fille, mais que celle-ci n'existera jamais à cause de leur décision. Cette future fille est May « Mayday » Parker. (« Mayday » est le bébé que Peter Parker et Mary Jane ont eu à la fin de la saga du Clone dans les années 1990, et qui aurait grandi pour devenir Spider-Girl si Norman Osborn ne l'avait pas tuée). Méphisto modifie ensuite l’histoire, de sorte que Peter et Mary Jane ne sont jamais mariés et que personne ne se souvienne du visage sous le masque de Spider-Man.
Peter se réveille seul dans son lit et vit à nouveau avec sa tante May. Il assiste à une fête organisée pour son meilleur ami, Harry Osborn (supposé être mort dans Spectacular Spider-Man #200), qui présente les personnages de Lilly Hollister et Carlie Cooper. Peter aperçoit Mary Jane en train de quitter tristement la fête. Les invités sont tous portés à célébrer « Un jour nouveau ».

## Direction suivante
Voir Spider-Man: Brand New Day.